# 2667 Ойкава
2667 Ойкава (2667 Oikawa) — астероїд головного поясу, відкритий 30 жовтня 1967 року чехословацьким астрономом Любошем Когоутеком. Названий на честь Окуро Ойкави (яп. おいかわ(及川) — японського астронома і першого японського відкривача астероїдів, який працював у Токійській астрономічній обсерваторії.
Тіссеранів параметр щодо Юпітера — 3,159.